# Hans Scholl

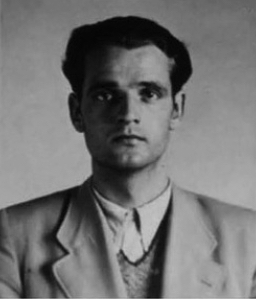
Hans Scholl, fotografiert von der Gestapo bei seiner Verhaftung im Februar 1943

Hans Fritz Scholl (* 22. September 1918 in Ingersheim an der Jagst, Württemberg, heute Teil von Crailsheim; † 22. Februar 1943 in München) war ein deutscher Widerstandskämpfer gegen den Nationalsozialismus. Er war Mitbegründer und prägendes Mitglied der studentischen Widerstandsgruppe Weiße Rose. Zusammen mit Alexander Schmorell verfasste, vervielfältigte und verschickte er im Sommer 1942 die ersten vier Flugblätter der Weißen Rose. Auch an den späteren Aktivitäten der Weißen Rose war er maßgeblich beteiligt. Mit ihren sechs Flugblättern rief die Weiße Rose zum Widerstand gegen die NS-Diktatur auf. Im ersten Weiße-Rose-Prozess wurden Hans Scholl, seine Schwester Sophie Scholl und Christoph Probst vor dem Volksgerichtshof unter dem Vorsitz Roland Freislers zum Tod verurteilt und noch am selben Tag hingerichtet.

## Leben

### Herkunft
Hans Scholls Eltern waren Magdalena Scholl geb. Müller (1881–1958), die bis zur Eheschließung Diakonisse war, und der Politiker Robert Scholl (1891–1973). Er hatte eine ältere Schwester, Inge (1917–1998), und vier jüngere Geschwister: Elisabeth (1920–2020), Sophie (1921–1943), Werner (1922–1944) und die jüngste Schwester Thilde (1925–1926), die vor ihrem ersten Geburtstag starb. Zu den Kindern, mit denen Hans Scholl aufwuchs, gehörte auch Ernst Gruele (1915–1991), ein älterer Halbbruder aus einer vorehelichen Beziehung des Vaters. Die Kinder wurden von den Eltern zu christlichen und liberalen Werten erzogen.
Die Familie Scholl lebte von 1919 bis 1930 in Forchtenberg und danach bis 1932 in Ludwigsburg, wo Hans die Oberrealschule besuchte (das heutige Mörike-Gymnasium). 1932 zog die Familie Scholl nach Ulm. Dort besuchte Hans die Kepler-Oberrealschule (das heutige Kepler-Gymnasium Ulm).

### Jugend
Hans Scholl wurde im Alter von zwölf Jahren Mitglied im Christlichen Verein Junger Männer (CVJM). Er wurde gegen den erklärten Willen des Vaters ab 15. April 1933 ein zunächst begeistertes Mitglied der Hitlerjugend und nahm anfangs Führungsposten im Jungvolk der Hitlerjugend ein. Er gehörte dem ‚Jungbann Donauland‘ des Jungvolks an. Das Ulmer Jungvolk, in dem Hans Scholl ab Oktober 1933 Führungsaufgaben hatte, war von Max von Neubeck aufgebaut worden. Dieser war ein ehemaliges Mitglied der Deutschen Jungenschaft vom 1. November 1929 (dj.1.11), einer bündischen Jugendgruppe. Die Gruppe pflegte deswegen andere Stilformen, z. B. das Kohtenzelt, andere Lieder (u. a. russische) und trug eine andere Fahne als die Hitlerjugend oder das sonstige Jungvolk. Dass sich Neubeck nach seiner Beförderung zum Stammführer des Ulmer Jungvolks von den von ihm selbst eingeführten Formen und Gedanken der bündischen Jugend/dj.1.11 abkehrte, brachte Hans Scholl gegen ihn auf. Am 1. Mai 1935 wurde er gleichwohl vom Jungzugführer zum Fähnleinführer befördert. Assistiert von Ernst Reden (1914–1942) aus Köln, der als Soldat in Ulm diente, führte Hans Scholl mit seinem Fähnlein in der HJ eine dj.1.11-Horte von etwa zehn Schülern.
Im September 1935 nahm er als einer von drei Fahnenträgern aus Ulm am „Reichsparteitag der Freiheit“ der NSDAP in Nürnberg teil. In dieser Zeit begann sich seine Haltung gegenüber dem NS-Regime allmählich zu wandeln. Eine Ursache war, dass der in der Hitlerjugend geförderte Fanatismus und die bedingungslose Unterordnung unter die dort herrschenden Machtstrukturen ihm mehr und mehr zuwider wurden. Vom 9. August bis zum 3. September 1936 nahm Scholl zusammen mit Rolf Futterknecht und acht weiteren Jungen an einer Nordlandfahrt nach Lappland teil.

### Nach dem Abitur
Dem Abitur am 16. März 1937 folgte ein halbes Jahr Reichsarbeitsdienst in Göppingen und die Einberufung zum Wehrdienst bei der Wehrmacht (Kavallerie-Regiment 18) nach Bad Cannstatt.
Im Sommer 1937 entwarf Fritz Stelzer ein Briefkopfwappen für Hans Scholl.  Scholl hatte konkrete Vorstellungen und wollte als Klischee ein waagerechtes Schwert mit einer Blume und dem darunter stehenden Wort Trabanten. Stelzer brachte die Blume auf einem Schild unter und ein Druckstock entstand. Sinnbildlich streckt der Trabant den Gegnern eine Blume entgegen, welche untergelagert das Schwert hat, wodurch die Aussage nach Schönheit und Stärke vereint wird.
Im Dezember 1937 wurden Hans Scholl und seine Geschwister Inge, Sophie und Werner für kurze Zeit inhaftiert. Hans Scholl selbst wurde am 14. Dezember 1937 wegen „bündischer Betätigung“ nach einer Strafanzeige nach § 175 a StGB (homosexuelle Betätigung) am 25. November 1937 in der Kaserne in Bad Cannstatt verhaftet. Ein weiterer Grund für die Klageerhebung gegen Scholl durch das Sondergericht Stuttgart waren Vorwürfe zu homosexuellen Handlungen mit einem anderen Jungen. Gegen Hans Scholl und andere wurde ein Verfahren nach § 174 und § 175 sowie wegen Fortsetzung der mittlerweile verbotenen bündischen Jugend eröffnet. Am 30. Dezember 1937 wurde Hans Scholl nach Aufhebung des Haftbefehls vom 15. Dezember 1937 wieder freigelassen. Am 6. Januar 1938 war er wieder in der Kaserne. Am 2. Juni 1938 wurde durch das Sondergericht Stuttgart das Strafverfahren gegen Hans Scholl nach dem Straffreiheitsgesetz vom 30. April 1938 eingestellt, was als Amnestie zu werten ist; Ernst Reden dagegen wurde zu drei Monaten Gefängnis verurteilt.

### Studium in München
Ab dem Frühjahr 1939 studierte Scholl an der Ludwig-Maximilians-Universität München Medizin. An der Universität kam er in Kontakt mit Professoren, Lehrkräften und Studenten, die deutlich christlich-ethische und regimekritische Positionen vertraten. Daher begann Hans Scholl, seine eigene weltanschauliche Position kritischer zu hinterfragen. Viele seiner oft widersprüchlichen Eindrücke und die Auseinandersetzung mit christlichen Haltungen drängten nach Antworten. „Ich sehne mich nach einem geschlossenen Weltbild“ bekannte er seiner Freundin Rose Nägele. Während der Semesterferien wurde er als Sanitäter zum Frontdienst eingezogen und nahm im Range eines Sanitätsfeldwebels am Frankreichfeldzug teil. Das während der direkten Fronteinsätze Erlebte verstärkte seine persönliche Haltung gegen die Machthaber und den Krieg im Besonderen.

### Abwendung vom Nationalsozialismus
In der Folge wandten sich Hans und seine Geschwister vom Nationalsozialismus ab. Hans Scholls Jugendzeit ging zu Ende, und er machte Bekanntschaft mit Mädchen, Philosophie und Religion. Diesen Wendepunkt schilderte Hans Scholl in einem Brief an den katholischen Publizisten Carl Muth vom 22. Dezember 1941:

„Ich bin erfüllt von der Freude, zum ersten Mal in meinem Leben Weihnachten eigentlich und in klarer Überzeugung christlich zu feiern. Wohl sind die Spuren der Kindheit nicht verweht gewesen, als man unbekümmert in die Lichter und das strahlende Antlitz der Mutter blickte. Aber Schatten sind darüber gefallen; ich quälte mich in einer gehaltlosen Zeit in nutzlosen Bahnen, deren Ende immer dasselbe verlassene Gefühl war und immer dieselbe Leere. Zwei tiefe Erlebnisse, von denen ich Ihnen noch erzählen muß. Und schließlich der grauenhafte Krieg, dieser Moloch, der von unten herauf in die Seelen aller Männer schlich und sie zu töten versuchte, machten mich noch einsamer. Eines Tages ist dann von irgendwoher die Lösung gefallen. Ich hörte den Namen des Herrn und vernahm ihn. In diese Zeit fällt meine erste Begegnung mit Ihnen. Dann ist es von Tag zu Tag heller geworden. Dann ist es wie Schuppen von meinen Augen gefallen. Ich bete. Ich spüre einen sicheren Hintergrund und ich sehe ein sicheres Ziel. Mir ist in diesem Jahr Christus neu geboren.“

Die Begegnungen mit Theologen wie Theodor Haecker (1879–1945) und dem Schriftsteller Carl Muth (1867–1944) fanden später ihren Niederschlag in den Texten der verfassten Flugblätter. Resonanz fanden bei ihm auch die philosophischen Anschauungen von Nikolai Berdjajew (1874–1948) in den Schriften Das neue Mittelalter oder Der Sinn der Geschichte. Dieser brandmarkte den Staat als „allesverschlingendes Idol“. Der Mensch steht also, nach Berdjajew am „Scheideweg“ und muss sich entscheiden zwischen Gott und dem Kaiser bzw. dem „Führer“. Um seine „geistige Freiheit“ nicht zu verlieren, muss der Mensch handeln, was Hans Scholl durch doppelte Anstreichungen im Text hervorhob. Mitte 1941 war ihm also klar geworden, dass es zu dieser Zeit nicht mehr um die Freiheit der Gedanken gehen konnte, sondern um einen Widerstand der Tat. Im Februar 1942 begann Hans Scholl dann, Leseabende für einen kleinen ausgesuchten Kreis von Studenten zu organisieren. An diesen Abenden wurden Vorträge gehalten, Diskussionen geführt und nicht selten ging es dabei auch kontrovers zu. So auch am 17. Juni 1942, als der Psychologe, Musikwissenschaftler und späteres Mitglied der Widerstandsgruppe Kurt Huber (* 1893, hingerichtet 1943) teilnahm. Die Diskussion entbrannte an dem Thema, wie man „der Zerstörung der inneren Werte“ begegnen könne. „Man muss etwas tun, und zwar heute noch“, soll Huber verzweifelt gerufen haben.
Was Hans Scholl dann als letzten Auslöser dazu gebracht hatte, aktiven Widerstand gegen das NS-Regime zu leisten, ist auch heute nicht bis ins Letzte bekannt. Einige Anhaltspunkte finden sich in Briefen, Aufzeichnungen und Erinnerungen von Menschen seines direkten Umfelds. Auch aus den Protokollen der Gestapo und aus Gerichtsunterlagen lassen sich einige Rückschlüsse ziehen. Hier ist aber die Wahrheitsfindung dadurch erschwert, dass es Dokumente seiner Gegner sind und Hans Scholl in den Vernehmungen bei der Gestapo Sachverhalte, Zusammenhänge und vor allem handelnde Personen verschleiert hat. Offenbar haben viele Bausteine eine wichtige Rolle gespielt, darunter Predigten des Bischofs von Münster, Clemens August Graf von Galen, die Heinz Brenner und Walter Hetzel unter anderem an die Familie Scholl geschickt hatten. In ihnen berichtete der Bischof über die Tötung von Geisteskranken und forderte zum Durchhalten gegen den „braunen Terror“ auf. Fest steht auch, dass sich Hans Scholl und Alexander Schmorell sehr intensiv mit den über Radio BBC ab März 1941 ausgestrahlten Rundfunkansprachen von Thomas Mann (1875–1955) auseinandersetzten und sich an den Themen und Inhalten orientierten. Denn auch sein Ziel war es, damit Menschen für den „passiven Widerstand“ zu gewinnen. Ähnlich wie Thomas Mann in einem Text vom Dezember 1941 argumentierte Hans Scholl, dass der Nationalsozialismus die Menschen vergewaltigt, „jeden einzelnen in ein geistiges Gefängnis gesteckt hat“, und forderte auf: „leistet passiven Widerstand ... ehe es zu spät ist“. Über Schmorell lernte er die Medizinstudentin Traute Lafrenz kennen, die ab 1941 in München studierte. Mit ihr verband ihn bald eine enge Freundschaft, eine Zeitlang (Sommer 1941) waren beide ein Liebespaar.

### Formierung der Weißen Rose
Die Widerstandsgruppe Weiße Rose entstand im Sommer 1942 als Flugblatt-Aktion von Hans Scholl und Alexander Schmorell. Erst später kamen weitere Freunde hinzu, die ebenfalls das NS-Regime ablehnten. Scholl und Schmorell fertigten die ersten vier Flugblätter an und verbreiteten sie. Die Flugblätter entstanden innerhalb von 16 Tagen, zwischen dem 27. Juni und dem 12. Juli 1942. In einer Auflage von jeweils ungefähr 100 Exemplaren wurden sie an „ausgewählte“ Personen versandt, deren Anschriften größtenteils aus „Telefon- und Adressbüchern“ stammten, wie Hans Scholl später im Verhör sagte. Diese vier Flugblätter hatten die Überschrift Flugblätter der Weißen Rose. Wie es zu dem Namen Weiße Rose kam, ist unklar (vgl. Weiße Rose#Name). In den späteren Flugblättern wurde der Name Weiße Rose nicht mehr verwendet.
Die vier Flugblätter verstanden sich als Auftakt zu intensiverem Widerstand. Das erste beginnt mit den Worten: „Nichts ist eines Kulturvolkes unwürdiger, als sich ohne Widerstand von einer verantwortungslosen und dunklen Trieben ergebenen Herrscherclique ‚regieren‘ zu lassen.“ Am Schluss wird zum passiven Widerstand aufgerufen. Im zweiten Flugblatt wird über die Ermordung von 300.000 polnischen Juden berichtet: „Hier sehen wir das fürchterlichste Verbrechen an der Würde des Menschen, ein Verbrechen, dem sich kein Ähnliches in der ganzen Menschheitsgeschichte an die Seite stellen kann.“ Im dritten wird eindringlich zur Sabotage aufgefordert. Das vierte Flugblatt endet mit den Worten: „Wir schweigen nicht, wir sind Euer böses Gewissen; die Weiße Rose läßt Euch keine Ruhe!“

### An der Ostfront

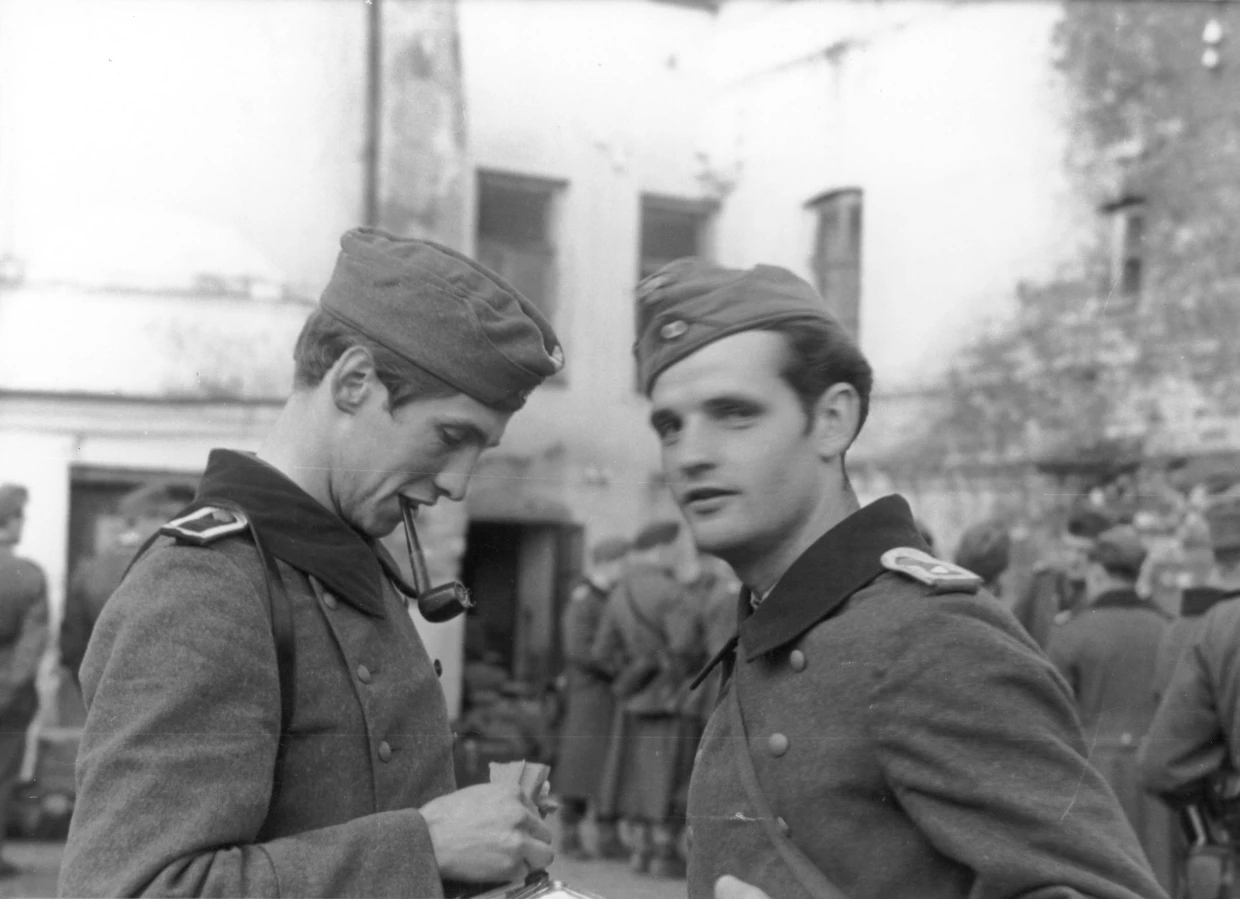
Alexander Schmorell und Hans Scholl 1942 in Gschatsk, Russland

Von Ende Juli bis Anfang November 1942 wurden Hans Scholl und sein Mitstreiter Alexander Schmorell an die „Ostfront“ abkommandiert, wo sich der bereits am 13. Juni 1942 geschlossene Kontakt zu dem 24-jährigen Willi Graf weiter festigte. Auf der Hinfahrt sah Scholl, wie im Warschauer Ghetto mit der jüdischen Bevölkerung umgegangen wurde. In Russland erlebte er großes Elend. Verschlüsselt teilte er in einem Brief vom 17. August 1942 mit, dass dieses Elend „auf alle einen sehr entschiedenen Eindruck gemacht“ hat, er aber fernab „zur Inaktivität“ verdammt sei.

### Fortsetzung des Widerstands
Im November 1942 kehrten Scholl, Schmorell und Graf zurück. Die Erfahrungen während des fünfzehnwöchigen Einsatzes in Russland stärkten den Willen zur Tat. Willi Graf beteiligte sich nun am Widerstand, ebenso Sophie Scholl, die im Mai 1942 zum Studieren von Ulm nach München gezogen war. Außerdem wurde der 49-jährige Musikwissenschaftler und Münchner Universitätsprofessor Kurt Huber, der bei Oppositionellen angesehen war, für die Gruppe gewonnen. Die Gruppe nahm Kontakt mit anderen Widerstandsgruppen im Saarland und in Hamburg auf. In Ulm verbreitete eine Schülergruppe um Hans Hirzel und Franz J. Müller die Flugblätter. Kontakte waren bis zu Verbindungsleuten der Harro-Schulze-Boysen/Arvid-Harnack-Gruppe in Berlin geschlossen worden. Diese hatte Alexander Schmorells Bekannte Lilo Ramdohr im November 1942 über Falk Harnack vermittelt.
Der Ton der Flugblatt-Texte verschärfte sich von der apokalyptischen Polemik hin zur politischen Vision: Im fünften Flugblatt, das Hans Scholl verfasst und Kurt Huber verbessert hatte, wird programmatisch von der Widerstandsbewegung in Deutschland gesprochen. Anlass für das sechste und letzte Flugblatt war der Ausgang der Schlacht von Stalingrad. Die Gruppe rief zum Kampf gegen die NSDAP auf.

### Verhaftung
Am 18. Februar 1943 verteilte Hans Scholl zusammen mit seiner Schwester Sophie in der Münchner Universität das Stalingrad-Flugblatt. Zuletzt stieß Sophie im zweiten Stock einen Stapel Flugblätter in den Lichthof der Eingangshalle hinab. Als der Pedell Jakob Schmid die fallenden Blätter sah, hielt er die Geschwister Scholl fest und lieferte sie an die Geheime Staatspolizei (Gestapo) aus. Beide wurden inhaftiert. Am 20. Februar wurde auch Christoph Probst in Innsbruck festgenommen.

### Verurteilung und Hinrichtung
Am 22. Februar wurden die Geschwister Scholl und Christoph Probst durch den Volksgerichtshof unter der Leitung von Roland Freisler wegen „Wehrkraftzersetzung“, „Feindbegünstigung“ und „Vorbereitung zum Hochverrat“ zum Tod durch das Fallbeil verurteilt.

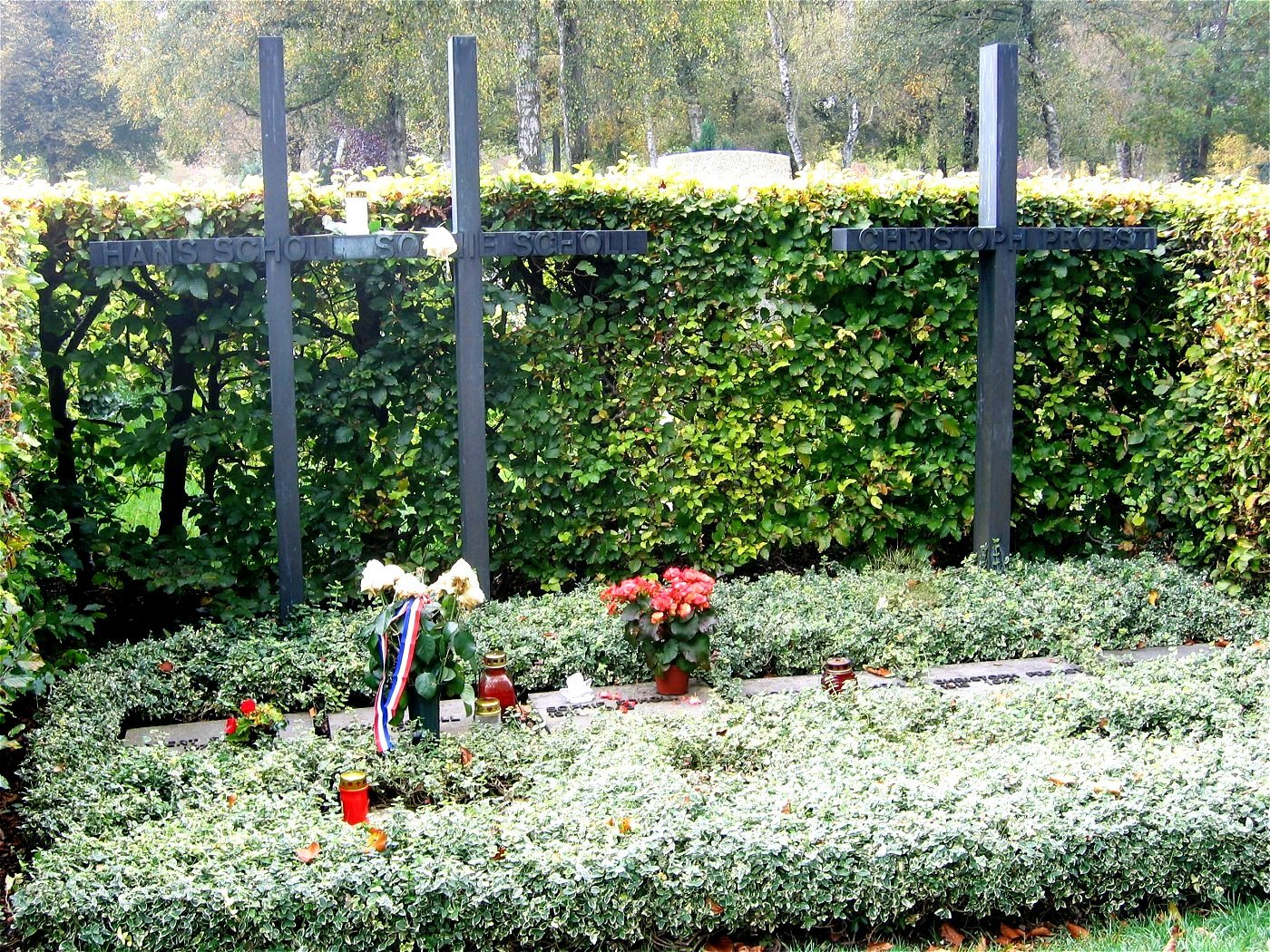
Grab von Hans und Sophie Scholl sowie von Christoph Probst

Der evangelische Gefängnisseelsorger Karl Alt besuchte Sophie und anschließend Hans Scholl in der Todeszelle. Er berichtete in seinem Buch Todeskandidaten (1946), Hans habe ihn gebeten, das Hohelied der Liebe und den 90. Psalm vorzulesen und das Abendmahl mit ihm zu feiern.
Die Todesurteile wurden noch am Tag der Verurteilung im Gefängnis München-Stadelheim vom Henker Johann Reichhart vollstreckt. Walter Roemer, Leiter der Vollzugsabteilung des Münchner Landgerichts, beaufsichtigte die Hinrichtungen. Hans Scholls letzte Worte sollen gewesen sein: „Es lebe die Freiheit!“ Er wurde 24 Jahre alt.
Die Geschwister Scholl und Christoph Probst wurden auf dem Friedhof am Perlacher Forst bestattet (Grab Nr. 73-1-18/19).
Am 27. Februar wurden Hans’ Schwestern Elisabeth und Inge sowie seine Eltern in Ulm in „Sippenhaft“ genommen. Elisabeth Scholl wurde wegen ihres Gesundheitszustands im April 1943 freigelassen. Die Mutter und die Schwester Inge wurden am 29. Juli 1943 vorläufig aus der Haft entlassen.

## Würdigung und Rezeption
Gemeinsame Ehrungen:

Gedenktafel in der Franz-Joseph-Straße 13 in München. Ein Beispiel für hunderte gemeinsame Ehrungen der Geschwister Scholl.

- Hans Scholl wurde und wird auf vielfältige Weise zusammen mit anderen Mitgliedern der Weißen Rose geehrt, von Denkmalen und Ausstellungen bis zur Rezeption in Filmen, Theaterstücken und musikalischen Werken. Siehe dazu Würdigung der Weißen Rose.
- Hans Scholl wurde und wird zumeist zusammen mit seiner Schwester Sophie geehrt. Siehe dazu Geschwister Scholl#Würdigung und Rezeption.
- In Crailsheim wird Hans Scholl gemeinsam mit Eugen Grimminger geehrt, der ebenfalls aus Crailsheim stammte.[25]

Individuelle Ehrungen für Hans Scholl sind selten.
- Ein Wagen der Straßenbahn Ulm, Baujahr 2008, trägt seinen Namen.[26]
- 2012: Das Auditorium maximum der Sanitätsakademie der Bundeswehr in der Ernst-von-Bergmann-Kaserne wurde nach Hans Scholl benannt.[27]
- 2018: Theaterstück Es lebe die Freiheit zum 100. Geburtstag von Hans Scholl. Autoren: Elvira Lauscher, Jörg Neugebauer und Thomas Laengerer, Regie: Thomas Laengerer.[28]
- 2018: In Crailsheim fanden Veranstaltungen zum 100. Geburtstag von Hans Scholl statt.[29] Der Höhepunkt war die Enthüllung des neuen Scholl-Grimminger-Denkmals auf dem Weiße-Rose-Platz in Crailsheim am 22. September (Scholls Geburtstag).[30]